# Telemetria

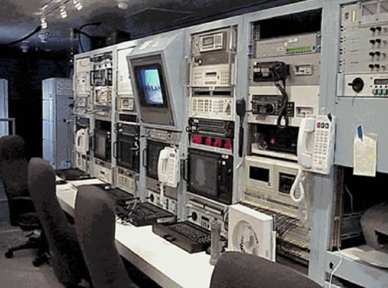
Sistema de Telemetria Móvel da Instalação de Voo Wallops da NASA.

Telemetria é uma tecnologia que permite a medição e comunicação de informações de interesse do operador ou desenvolvedor de sistemas. A palavra é de origem Grega onde tele = remoto e metron = medida. Sistemas que necessitam de instruções e dados enviados a eles para que sejam operados, requerem o correspondente a telemetria, ou telecomando.
É um sistema de monitoramento com diversas aplicações, muito falada nas corridas como Fórmula 1, Dragsters e qualquer outro tipo de desportos automobilístico, também é muito usada em indústrias de monitoramento, normalmente funciona via transmissão cabeada até 30 metros ou sem fio (sinal de rádio), daí o nome telemetria. Em muitos lugares tem o uso em conjunto do Datalog que é a função de gravar um período de tempo da leitura dos canais da telemetria. O sistema também é utilizado para recolhimento de dados meteorológicos.

## Explicação
A telemetria geralmente refere-se a comunicações sem fio (i.e. usa um sistema de rádio para implementar um enlace de dados), porém pode também referir-se aos dados transferidos sobre outras mídias, tais como telefone, redes de computadores ou através de um enlace óptico.
No setor automotivo e de logística as informações também podem ser transmitidas via telemóvel, em interfaces próprias para transmissão de dados (GPRS e EDGE no sistema GSM e 1xRTT no sistema CDMA).

## Aplicações

### Agricultura
A maioria das atividades relacionadas ao cultivo de alimentos dependem das condições de solo e tempo. Portanto, estações meteorológicas sem fio representam um papel muito importante na prevenção de doenças e na correta irrigação. Estas estações retornam à estação base os principais parâmetros necessários para a tomada das melhores decisões: temperatura do ar e umidade relativa, precipitação e dados de umidade da vegetação(necessários para modelos de prognóstico de doenças), radiação solar e velocidade do vento(necessários para calcular a evapotranspiração) e, em algumas ocasiões, a umidade do solo, crucial para decisões de irrigação adequada para compreensão do progresso da água no solo e para as raízes. Devido aos microclimas locais poderem variar significativamente, tais dados precisam vir corretamente dentro do cultivo. Estações de monitoramento normalmente transmitem de volta os dados através de rádio terrestre, apesar de sistemas de satélite serem usados eventualmente.

### Eficiência energética
Nas fábricas, escritórios e residências, monitorando o uso de energia de cada seção ou equipamentos e os fenômenos decorrentes (como a temperatura) em um ponto de controle por telemetria facilita a coordenação para o uso mais eficiente da energia como no caso do Japão.

### Logística
A telemetria é uma grande aliada dos transportadores, pois as informações relativas a condução do veículo são transmitidas à base de monitoramento. Com isso é possível identificar e corrigir hábitos dos motoristas, identificar situações que podem expor o veículo, a carga e o próprio condutor a riscos e otimizar o desempenho de cada veículo.
As principais informações oferecidas pela telemetria são: hodômetro (distância percorrida), velocidade em pista seca ou molhada, tempo de acionamento da embreagem (pé na embreagem), freadas bruscas, acelerações bruscas, tempo de uso do veículo parado, em marcha lenta e em movimento, rotações do motor, combustível, temperatura do motor, falha na pressão de óleo e uso do freio motor para veículos de carga.
Através da Telemetria também é possível gerar relatórios de uso do veículo com identificação do motorista, jornada de trabalho, tempo de condução na faixa de rotação econômica, etc.
A quantidade de informações depende do veículo (marca, ano, modelo, etc) em que será instalado o sistema.
As informações podem ser enviadas juntamente com a localização via sistema de rastreamento.

### Consumo de água, eletricidade ou gás
Algumas fornecedoras de água, energia elétrica ou gás, possuem contadores eletrônicos que enviam a informação do consumo para uma central ou visor individual que gere toda a informação recolhida, podendo assim ser efetuada a respectiva e correta faturação temporal, normalmente mensal. O contador de água, eletricidade, ou gás, é mecânico ou eletrônico, ambos transmitem através de um protocolo específico o consumo medido usando uma certa cadência temporal, ou a pedido. Essa informação enviada pelo contador eletrônico é enviado para um concentrador central ou individual, que reencaminha essa informação para um servidor do fornecedor do serviço, normalmente através de redes de sistemas cabeada ou sem fios (GPRS). O fornecedor do serviço pode assim efetuar uma faturação correta para o período temporal  não sendo necessária a leitura presencial dentro da unidade habitacional ou local que necessita a medição por parte de um técnico, nem efetuar estimativas para obter valores para faturação.

### Informática
Alguns softwares, tal como Office (a partir da versão 365) e Windows (de fábrica a partir da versão 10, mas opcionalmente disponível para versões 7, 8 e 8.1) utilizam de telemetria para enviar dados ao fabricante sobre a forma como o usuário final lida com a interface gráfica do software, bem como outros dados pessoais do usuário.

### Internet das Coisas (IoT)
A internet avança para conectar coisas diversas, trazendo inteligência e reinventando dispositivos. A telemetria é a base do conceito de Internet das Coisas. Dispositivos como termostatos inteligentes, iluminação automatizada, sistemas de som e audiovisual já são exemplos de coisas conectadas que têm seu funcionamento baseado em princípios da telemetria.